# Breaking Bad (3.ª temporada)
A terceira temporada da série dramática de televisão norte-americana Breaking Bad estreou em 21 de março de 2010 e terminou em 13 de junho de 2010. Consistiu em 13 episódios, cada um com cerca de 47 minutos. A AMC transmitiu a terceira temporada aos domingos às 22:00 nos Estados Unidos. A terceira temporada completa foi lançada no DVD da Região 1 e na Região A Blu-ray em 7 de junho de 2011.
A terceira temporada contou com os atores Bob Odenkirk, Giancarlo Esposito e Jonathan Banks, que interpretaram Saul, Gus e Mike, respectivamente, promovidos para o elenco principal depois de participarem da temporada anterior, embora não sejam creditados em todos os episódios até a 4ª temporada.

## Elenco
| - Bryan Cranston como Walter White - Anna Gunn como Skyler White - Aaron Paul como Jesse Pinkman - Dean Norris como Hank Schrader - Betsy Brandt como Marie Schrader - RJ Mitte como Walter White Jr. - Bob Odenkirk como Saul Goodman - Giancarlo Esposito como Gustavo "Gus" Fring - Jonathan Banks como Mike Ehrmantraut | - Jeremiah Bitsui como Victor - Daniel Moncada como Leonel Salamanca - Steven Michael Quezada como Steven Gomez - Charles Baker como Skinny Pete - Christopher Cousins como Ted Beneke - Luis Moncada como Marco Salamanca - David Costabile como Gale Boetticher - Michael Shamus Wiles como ASAC George Merkert - Jere Burns como Group Leader - Matt L. Jones como Badger - Mark Margolis como Hector Salamanca "Tio" - Javier Grajeda como Juan Bolsa - Emily Rios como Andrea Cantillo - Carmen Serano como Diretora Carmen Molina - John de Lancie como Donald Margolis - Larry Hankin como Old Joe - Tess Harper como Sra. Pinkman - Tom Kiesche como Clovis - Krysten Ritter como Jane Margolis - Rodney Rush como Combo - Marius Stan como Bogdan - Danny Trejo como Tortuga |

## Episódios
| N.º na série | N.º na temp. | Título                                 | Dirigido por      | Escrito por                       | Exibição original   | Audiência (milhões) |
| ------------ | ------------ | -------------------------------------- | ----------------- | --------------------------------- | ------------------- | ------------------- |
| 21           | 1            | "No Más (Chega)"                       | Bryan Cranston    | Vince Gilligan                    | 21 de março de 2010 | 1,95                |
| 22           | 2            | "Caballo sin Nombre (Cavalo Sem Nome)" | Adam Bernstein    | Peter Gould                       | 28 de março de 2010 | 1,55                |
| 23           | 3            | "I.F.T. (Eu Transei com o Ted)"        | Michelle MacLaren | George Mastras                    | 4 de abril de 2010  | 1,33                |
| 24           | 4            | "Green Light (Sinal Verde)"            | Scott Winant      | Sam Catlin                        | 11 de abril de 2010 | 1,46                |
| 25           | 5            | "Más (Mas)"                            | Johan Renck       | Moira Walley-Beckett              | 18 de abril de 2010 | 1,61                |
| 26           | 6            | "Sunset (Ao Por do Sol)"               | John Shiban       | John Shiban                       | 25 de abril de 2010 | 1,64                |
| 27           | 7            | "One Minute (Um Minuto)"               | Michelle MacLaren | Thomas Schnauz                    | 2 de maio de 2010   | 1,52                |
| 28           | 8            | "I See You (Eu Vejo Você)"             | Colin Bucksey     | Gennifer Hutchison                | 9 de maio de 2010   | 1,78                |
| 29           | 9            | "Kafkaesque (Kafkaesco)"               | Michael Slovis    | Peter Gould & George Mastras      | 16 de maio de 2010  | 1,61                |
| 30           | 10           | "Fly (A Mosca)"                        | Rian Johnson      | Sam Catlin & Moira Walley-Beckett | 23 de maio de 2010  | 1,20                |
| 31           | 11           | "Abiquiu (Abiquiu)"                    | Michelle MacLaren | John Shiban & Thomas Schnauz      | 30 de maio de 2010  | 1,32                |
| 32           | 12           | "Half Measures (Meias Medidas)"        | Adam Bernstein    | Sam Catlin & Peter Gould          | 6 de junho de 2010  | 1,19                |
| 33           | 13           | "Full Measure (Medida Plena)"          | Vince Gilligan    | Vince Gilligan                    | 13 de junho de 2010 | 1,56                |

## Produção
Ao contrário da segunda temporada, quando os roteiristas de Breaking Bad planejaram o enredo para toda a temporada antes das filmagens, a equipe de roteiristas não planejou totalmente a terceira temporada antes da produção e, em vez disso, desenvolveu o enredo à medida que os episódios progrediam. O terceiro episódio é dedicado a Shari Rhodes (diretora de elenco local de Breaking Bad) que morreu devido a câncer de mama durante as filmagens.

## Lançamento em DVD e Blu-ray
A terceira temporada foi lançada em DVD na Região 1 e em Blu-ray na Região A em 7 de junho de 2011, na Região 4 em 24 de novembro de 2010. e na Região 2 na Alemanha em 19 de maio de 2011.